# سد راست دو وینتر
سد راست دو وینتر (به لاتین: Rust de Winter Dam) یک سد در آفریقای جنوبی است که در لیمپوپو واقع شده‌است.